# Molophilus (Molophilus) yakkho
Molophilus (Molophilus) yakkho is een tweevleugelige uit de familie steltmuggen (Limoniidae). De soort komt voor in het Oriëntaals gebied.